# Sink
「Sink」（シンク）は、Plastic Treeのメジャー5枚目のシングル。1999年8月25日発売。発売元はワーナーミュージック・ジャパン。

## 概要
前作『トレモロ』から約5ヶ月半ぶりのシングル。
Plastic Treeで最も売り上げ枚数の多いシングルである。

## 収録曲
1. Sink
  - 作詞：Ryutaro、作曲：Tadashi、編曲：Plastic Tree & 成田忍
  - PVが製作されており、PV集『二次元ヲルゴール.2』に収録された。
  - よみうりテレビ・日本テレビ系全国ネットアニメ『金田一少年の事件簿』エンディングテーマ。
2. エンゼルフィッシュ
  - 作詞：Ryutaro、作曲：Akira、編曲：Plastic Tree & 成田忍
3. Sink -Instrumental-

## 収録アルバム
- オリジナル『Parade』（#1）
- ベスト『Cut 〜Early Songs Best Selection〜』（#2）
- ベスト『Single Collection』（#1）
- ベスト『Premium Best』（#1）
- ベスト『Best Album 黒盤』（#1、#2）
- ベスト『ALL TIME THE BEST』（#1）
- ベスト『Premium Best 〜2010 Expanded Edition〜』（#1）